# 가나가와현 제4구
가나가와현 제4구(일본어: 神奈川県第4区)는 일본의 중의원 선거구이다. 1994년 일본 공직선거법 개정으로 신설되었다.

## 지역
- 요코하마시 사카에구
- 가마쿠라시
- 즈시시
- 미우라군